# إبراهيم الشنيحي
إبراهيم الشنيحي ولد في 24 يناير 1990 في المسيلة في الجزائر. هو لاعب كرة قدم دولي جزائري .
لعب سابقاً في أندية المسيلة و مولودية العلمة والنادي الإفريقي التونسي و نادي الفتح السعودي ونادي ضمك ونادي العين السعودي. لعب 3 مباريات مع المنتخب الجزائري في عام 2015 .

## روابط خارجية
- إبراهيم الشنيحي على موقع قاعدة بيانات كرة القدم.إي يو (الإنجليزية)
- إبراهيم الشنيحي على موقع ناشيونال فوتبول تيمز (الإنجليزية)
- إبراهيم الشنيحي على موقع Soccerway.com (الإنجليزية)